# 开化洞阿弥陀佛造像
开化洞阿弥陀佛造像，位于中国福建省南安市柳城街道祥塘村，为一个省级文物保护单位，类型为石刻及造像，为第五批福建省文物保护单位，公布时间为2001年1月20日。
开化洞阿弥陀佛造像的历史年代为南宋。